# Corynomalus mimus
Corynomalus mimus is een keversoort uit de familie zwamkevers (Endomychidae). De wetenschappelijke naam van de soort werd in 1980 gepubliceerd door Strohecker.